# رایان دابسون
رایان دابسون (انگلیسی: Ryan Dobson؛ زادهٔ ۲۴ سپتامبر ۱۹۷۸) بازیکن فوتبال اهل بریتانیا است.